# Henry Percy
Henry Algernon George Percy, hrabě Percy (21. ledna 1871, Londýn – 30. prosince 1909, Paříž) byl britský politik. Jako nejstarší syn a dědic 7. vévody z Northumberlandu užíval od roku 1899 titul hrabě Percy. Byl dlouholetým členem Dolní sněmovny a zastával nižší úřady ve vládě, uplatnil se také jako spisovatel. Zemřel předčasně a bez potomstva. Jeho nejmladší bratr lord Eustace Percy (1887–1958) se také uplatnil v politice a v letech 1924–1929 byl ministrem školství.

## Životopis
Pocházel z významné šlechtické rodiny Percyů, byl nejstarším synem 7. vévody z Northumberlandu, po matce Edith Campbell byl vnukem 8. vévody z Argyllu a díky tomu také blízce spřízněn s královskou rodinou. Studoval v Etonu a Oxfordu, v letech 1895–1909 byl členem Dolní sněmovny za Konzervativní stranu (celou dobu zastupoval volební obvod South Kensington, původně ale kandidoval za město Berwick, kde jej porazil pozdější ministr zahraničí Edward Grey). Mezitím se věnoval cestování, své poznatky z cest po Středním Východě a Asii publikoval v několika knihách. V konzervativních vládách zastával několik nižších úřadů, byl státním podsekretářem pro Indii (1902–1903) a stáním podsekretářem zahraničí (1903–1905), mimo jiné byl též zástupcem místodržitele v hrabství Northumberland. Jako náměstek na ministerstvu zahraničí byl zároveň mluvčím úřadu v Dolní sněmovně, protože jeho nadřízený ministr zahraničí 5. markýz z Lansdowne byl členem Sněmovny lordů. Po roce 1905 byl v opozici. Mimo jiné získal čestný doktorát na univerzitě v Durhamu a byl kurátorem Národní portrétní galerie. Jeho slibnou kariéru ukončila předčasná smrt, zemřel v Paříži ve věku 38 let na zánět pohrudnice.